# Anabelle Acosta
Anabelle Acosta (* 28. Februar 1987 in Havanna) ist eine kubanische Schauspielerin und Model, die durch ihre Rollen der Annabella in der Fernsehserie Ballers und als Natalie Vasquez in Quantico bekannt wurde.

## Leben
Acosta wurde in Havanna geboren und wuchs dort zusammen mit ihrem Bruder bei ihren Eltern auf. Nachdem sie ihre Ausbildung an der berühmten Juilliard School in New York City abgeschlossen hatte, begann sie mit dem Schauspielern. Nach kleineren Auftritten bekam sie 2012 die Hauptrolle in dem Film We made this Movie. Im selben Jahr spielte sie eine Nebenrolle an der Seite von 50 Cent, Forest Whitaker und Robert De Niro in Freelancers.
Nach mehreren kleineren Rollen in verschiedenen Fernsehserien wie Castle, Perception und Supernatural bekam sie eine wiederkehrende Rolle in der HBO-Serie Ballers.
Von 2015 bis 2016 spielte sie die Hauptrolle der Natalie Vasquez in der Fernsehserie Quantico.

## Filmografie
- 2008: The Next Hit
- 2011: Grace (Fernsehfilm)
- 2012: Freelancers
- 2012: We Made This Movie
- 2012: Breaking In (Fernsehserie, Episode 2x04)
- 2012: GCB (Fernsehserie, Episode 1x10)
- 2013: Second Generation Wayans, (Fernsehserie, Episode 1x07)
- 2013: Perception (Fernsehserie, Episode 2x06)
- 2014: By The Gun
- 2014: Supernatural (Fernsehserie, Episode 9x13)
- 2014: Castle (Fernsehserie, Episode 6x21)
- 2015: Construction
- 2015–2016: Ballers (Fernsehserie, 8 Episoden)
- 2015–2016: Quantico (Fernsehserie, 11 Episoden)
- 2017: The Arrangement (Fernsehserie, 3 Episoden)
- 2017: Fat Camp
- 2017–2018: Chicago P.D. (Fernsehserie, 3 Episoden)
- 2019: Kill Chain
- 2019: God Friended Me (Fernsehserie, Episode 1x13)
- 2020: The Subject
- 2020: MacGyver (Fernsehserie, Episode 5x01)
- 2021: Construction
- 2022: The Garcias (Fernsehserie, Episode 1x09)